# 掌院学士
掌院学士（しょういんがくし、満洲語：ᠪᠠᠢᡞᠲᠠ ᠪᡝ
ᠬᠠᡩ᠋ᠠᠯᠠᠷᠠ
ᠠᠰᡥᠠᠨ ᠊ᡳ
ᠪᡞᡨ᠌ᡥᡝᡞ
ᡩᠠ　転写：baita be kadalara ashan -i bithei da）は中国清代の官職のひとつ。従二品に相当する。
掌院の「院」とは翰林院（ᠪᡳᡨ᠌ᡥᡝᡳ
ᠶᠠᠮᡠᠨ、bithei yamun）を指しており、掌院学士はまさに才人を集めた機構を代表する官職であった。掌院学士の下には侍読学士（ᠠᡩ᠋ᠠᡥᠠ
ᡥᡡᠯᠠᡵᠠ
ᠪᡳᡨ᠌ᡥᡝᡳ
ᡩᠠ、adaha hūlara bithei da）、侍講学士（ᠠᡩ᠋ᠠᡥᠠ
ᡤᡳᠶᠠᠩᠨᠠᡵᠠ
ᠪᡳᡨ᠌ᡥᡝᡳ ᡩᠠ、adaha giyangnara bithei da）、修撰（ᠪᠠᠨᠵᡳᠪᡠᠮᡝ
ᡩᠠᠰᠠᡴᡡ、banjibume dasakū）、編修（ᠠᠴᠠᠪᡠᠮᡝ
ᠪᠠᠨᠵᡳᠪᡠᡴᡡ、acabume banjibukū）、検討（ᡴᡳᠮᠴᡳᠮᡝ
ᠪᠠᡳ᠌ᠴᠠᡴᡡ、kimcime baicakū）などがあり、さらにこれらを輔ける典簿（ᡩᠠᠩᠰᡝ
ᡝᠵᡝᡵᡝ
ᡥᠠᡶᠠᠨ、dangse ejere hafan）などの官職もあった。